# Paul Mahlo
Friedrich Paul Mahlo (* 28. Juli 1883 in Düben (Ortsteil von) Coswig (Anhalt); † 20. August 1971 in Halle (Saale)) war ein deutscher Mathematiker.
Mahlo besuchte das Gymnasium in Dessau und studierte ab 1902 an der Universität Jena, der Universität Greifswald, der Universität Göttingen, der Ludwig-Maximilians-Universität München und der Universität Halle, wo er 1908 bei Felix Bernstein promoviert wurde (Topologische Untersuchungen über Zerlegung in ebene und sphärische Polygone). 1910 legte er das Lehramtsexamen ab und war danach Studienreferendar und dann Gymnasiallehrer in Bochum, Recklinghausen und Mansfeld am Luther-Pädagogium (ab 1929). 1933 wurde er amtsenthoben.
Mahlo ist für seine Beiträge zur Mengenlehre bekannt. 1911 führte er nach ihm benannte große Kardinalzahlen ein.